# کیریگانکومبورا
کیریگانکومبورا (به لاتین: Kirigankumbura) یک منطقهٔ مسکونی در سری‌لانکا است که در استان مرکزی (سری‌لانکا) واقع شده‌است.